# Tour de Flandes 1996
El Tour de Flandes 1996 fou la 80a edició del Tour de Flandes. La cursa es disputà el 7 d'abril de 1996, amb inici a Sint-Niklaas i final a Meerbeke i un recorregut de 269 quilòmetres. El vencedor final fou l'italià Michele Bartoli, que s'imposà en solitari. El seu compatriota Fabio Baldato i el belga Johan Museeuw van completar el podi.
Era la segona cursa de la Copa del Món de ciclisme de 1996.

## Classificació final
|    | Ciclista                    | Equip                   | Temps      |
| -- | --------------------------- | ----------------------- | ---------- |
| 1  | Michele Bartoli (ITA)       | MG Maglificio-Technogym | 6h 27' 00" |
| 2  | Fabio Baldato (ITA)         | MG Maglificio-Technogym | + 55"      |
| 3  | Johan Museeuw (BEL)         | Mapei-GB                | m. t.      |
| 4  | Viatxeslav Iekímov (RUS)    | Rabobank                | m. t.      |
| 5  | Fabiano Fontanelli (ITA)    | MG Maglificio-Technogym | m. t.      |
| 6  | Andrei Txmil (UKR)          | Lotto-Isoglass          | m. t.      |
| 7  | Laurent Brochard (FRA)      | Festina-Lotus           | m. t.      |
| 8  | Alexander Gontchenkov (UKR) | Roslotto-ZG Mobili      | m. t.      |
| 9  | Rolf Sørensen (DEN)         | Rabobank                | m. t.      |
| 10 | Peter Van Petegem (BEL)     | TVM-Farm Frites         | m. t.      |